# Ernst-Barlach-Gymnasium Unna
Das Ernst-Barlach-Gymnasium, kurz EBG, ist eines der drei Gymnasien der nordrhein-westfälischen Stadt Unna. Namensgeber der Schule ist der deutsche Bildhauer Ernst Barlach.

## Geschichte
Die Schule wurde 1925/26 als „Oberschule in Aufbauform“ in den Räumlichkeiten des ehemaligen Lehrerseminars Unna (eingerichtet 1907) gegründet, ab 1928 wurde die Institution als „Oberrealschule in Aufbauform i. E.“ geführt. Anliegen der Aufbauschulen war es, befähigte Schüler aus ländlichem Raum bzw. sozial benachteiligten Gruppen zu fördern. 1931 legten die ersten sechs Schüler ihr Abitur an der Schule ab. Nach dem Zweiten Weltkrieg erfolgte im Rahmen der Neuordnung des Schulwesens die Umwandlung in das „Aufbaugymnasium Unna“. 1964 zog das bisher im selben Gebäude untergebrachte Pestalozzi-Gymnasium aus. Sextanerklassen (fünfte Klassen) wurden erstmals 1973 eingerichtet. Seinen endgültigen Namen erhielt das Ernst-Barlach-Gymnasium im Jahre 1974, nachdem es in städtische Trägerschaft überführt worden war. In diesem Zuge wurde das Gebäude modernisiert; mehrere Erweiterungsbauten kamen ab 1975 hinzu (u. a. Verwaltungstrakt, Naturwissenschaften). 1976 legten letztmals Schüler des Aufbaugymnasiums ihr Abitur ab, danach war dieses Profil auf die Klassen 7–10 beschränkt. 1992 endete der Aufbauzweig endgültig. 1981 fand die Gründung des bis heute sehr aktiven „Vereins der Freunde und Förderer“ statt; zur ersten Vorsitzenden wurde Mechthild Kebekus gewählt, ihr Stellvertreter war Dieter Storkebaum. Er fördert die pädagogische Arbeit und das kulturelle Leben der Schule materiell (Ausstattung, Projekte) und ideell. Heute ist das EBG Unna ein dreizügiges, grundständiges Gymnasium mit dem Bildungsgang G9; es kehrte mit dem Schuljahr 2018/19 von G8 zu G9 zurück.

## Schulprofil
Unter dem Leitbild „Zukunftsfähigkeit in sozialer Verantwortung“ gründet sich das Schulprogramm des Ernst-Barlach-Gymnasiums Unna auf den Werten Gerechtigkeit, Gewaltfreiheit, Nachhaltigkeit, Toleranz und Völkerverständigung. Schüler, Lehrer und Eltern unterzeichnen zur Konkretisierung dieser Wertvorstellungen regelmäßig eine vertragsähnliche „Verabredung zu Bildung und Erziehung“. In der Tradition des Aufbaugymnasiums steht das EBG auch qualifizierten Schülern anderer Schulformen offen, vor allem Realschülern beim Wechsel nach der 10. Klasse in die Sekundarstufe II. Pädagogische Hauptakzente liegen auf der individuellen Förderung, der Medien- und Methodenkompetenz, der Umwelterziehung sowie dem sozialen Lernen. Kunst und Kultur („Forum Schulkultur“) im Sinne eines umfassenden Bildungs- und Erziehungsverständnisses bilden einen weiteren Schwerpunkt. Gemeinsamer Unterricht (Inklusion) von behinderten und nicht behinderten Schülern wird seit Jahren gemäß den Vorgaben des Landes Nordrhein-Westfalen praktiziert.
Bekannt wurde das EBG Unna durch große sportliche Erfolge auf Bundesebene im Handball. Verschiedene Jugendmannschaften unter der Leitung von Peter Steinig gewannen die Deutschen Meisterschaften in den Jahren 1973 (A-Jugend), 1978 (C-Jugend), 1980 (B-Jugend), 1982 (A-Jugend) und 1983 (A-Jugend). Zudem gibt es die seit 1982 alljährlich in den Osterferien stattfindende Ski-Freizeit und eine Fußballmannschaft.

## Besonderheiten

### „Betreuter Ganztag“
Als einziges Gymnasium der Stadt Unna bietet das Ernst-Barlach-Gymnasium seit 2019 einen „Betreuten Ganztag“ mit von Lehrkräften durchgeführten Förder- und Hausaufgabenstunden an, der das Konzept der Profilklasse „Ganztag“ (2010 bis 2018) abgelöst hat. Der „Betreute Ganztag“ umfasst für die Jahrgänge 5 und 6 von Montag bis Donnerstag eine Betreuung durch pädagogische Fachkräfte (Mittagspause) sowie fachlich-soziale Förderung bis 15.40 Uhr.

### Fächerangebot
Das Fächerangebot und seine Ausdifferenzierung sind breit. In Klasse 5 wurde eine Förderstunde „Lernen lernen“ eingerichtet, zudem erhält jedes Kind in der Klasse 6 zwei Wochenstunden Informatikunterricht. Als zweite Fremdsprache ab Klasse 7 steht neben Latein und Französisch auch Spanisch zur Wahl, dies ebenso im Differenzierungsbereich ab Klasse 9. Hier werden zudem „Darstellen und Gestalten“, Informatik, GLOBE und Geschichte bilingual ebenso angeboten wie die Mitarbeit im Schulorchester und der Schulband. Für die Umsetzung des berufsorientierenden Landesprogramms „Kein Abschluss ohne Anschluss (KAoA)“ ist in Klasse 8 eine feste Fachstunde eingerichtet worden.
Für die Oberstufe stehen neben üblichen Fächern regelmäßig Leistungskurse in Erziehungswissenschaften und Sport zur Verfügung. Als neu einsetzende Fremdsprachen können Latein, Französisch und Spanisch gewählt werden. Die Berufs- und Studienorientierung hat vor allem in der Oberstufe einen traditionellen Schwerpunkt. Seit 1986 wird ein Schülerbetriebspraktikum durchgeführt, das jetzt in Klasse 10 verortet ist.

### Kompaktstundenmodell
Der Schultag gliedert sich in zwei 90-minütige „Kompaktstunden“ (7.50–9.20 Uhr, 9.40–11.10 Uhr), an die sich weitere Schulstunden à 45 min anschließen. Die Kompaktstunden stehen im Zusammenhang mit dem pädagogischen Konzept des EBGs und ermöglichen verschiedene Unterrichtsmethodiken, die in 45-min-Stunden kaum realisierbar wären.

### Projekt- und Methodentage
Während der Einführungsphase der Oberstufe finden drei Projekt- und zwei KAoA-Methodentage für den gesamten Jahrgang statt. Sie dienen dem fächerverbindenden Arbeiten an komplexen Themen bzw. der Vorstellung und Vermittlung von methodischen Fähigkeiten in ausgewählten Fächern.

## Auslandskontakte
Das EBG unterhält europäische wie internationale Auslandskontakte und Besuchsmöglichkeiten für Schülerinnen und Schüler, darunter nach
• Muszyna (Polen), Partnerschule (Austausch Klasse 9 und 10)
• Bardejov (Slowakei), Partnerschule (Austausch Klasse 9 und 10)
• Costa Rica
Über Jahrzehnte wurde zudem ein Schüleraustausch mit dem Collège César Franck in Palaiseau, Frankreich, einer Partnerstadt von Unna, Huddersfield in England sowie Janesville in den Vereinigten Staaten durchgeführt.

## Raum- und Gebäudesituation
Die Schule besteht aus neun zusammenhängenden Gebäudetrakten sowie einem separaten Pavillon. Darunter befinden sich zwei Turnhallen; die Dreifachturnhalle wurde am 14. Mai 1982 eingeweiht; zwei Pausenhallen, eine große Aula, die Mensa und die Nachmittagsbetreuung. Insgesamt stehen rund 40 Unterrichtsräume zur Verfügung, darunter drei Biologie-, zwei Chemie-, zwei Physik-, zwei Informatik-, zwei Kunst- und zwei Musikräume. Im Februar 2006 wurde das Selbstlernzentrum „mittelpunkt“ eingeweiht, das eine Bibliothek, zahlreiche Schülerarbeitsplätze, Entspannungsmöglichkeiten sowie seit 2010 das Berufsorientierungsbüro (BOB) umfasst. Des Weiteren finden sich neben den Verwaltungsräumen eine große Bücherei, ein Archiv, drei offene Klassenzimmer, ein Kiosk, zwei Schulhöfe, ein phänologischer Garten, ein Schulpark mit Wetterstation sowie zahlreiche Kunstwerke auf dem Schulgelände, darunter im Schulpark der „Ikarus“ von Josef Baron sowie am Haupteingang die Skulptur „Ich“, die der Kunsterzieher Konrad Sieben in den 1980er Jahren mit Schülern gestaltete. Auf dem Dach der Schule ist eine Photovoltaikanlage installiert. Außerschulische Unterrichtsorte sind im Rahmen des Sportunterrichts das Herderstadion sowie das Schwimmbad in Königsborn, im Rahmen der Projektkurse auch die Ruhr-Universität Bochum. Im Rahmen des seit vielen Jahren in der Klasse 9 durchgeführten Sozialpraktikums besuchen Schülerinnen und Schüler über mehrere Wochen an Nachmittagen Einrichtiunmgen der Altenpflege und machen dort außerhalb des Unterrichts andersartige und wertvolle Erfahrungen.

## Kooperationen und Partner
Das EBG kooperiert unter anderen mit folgenden Einrichtungen:
- Pestalozzi-Gymnasium Unna (Einrichtung kooperativer Kurse in der SII)
- Stiftung Zukunft (Mitfinanzierung von Berufswahltests)
- Agentur für Arbeit (Teil und Begleitung des KAoA-Programms)
- Volksbank Unna
- Ruhr-Universität Bochum (Studienvorbereitung SII)
- verschiedene ortsansässige Firmen und Betriebe (Bewerbungstraining und Praktikum)

## Ehemalige Schüler
- Dieter Pfaff (1947–2013), Schauspieler, Abitur 1968
- Heinrich Peuckmann (1949–2023), Schriftsteller, Abitur 1968
- Gerd Puls (* 1949), Lehrer, Schriftsteller, Maler und Grafiker
- Michael Makiolla (* 1956), SPD-Politiker, 2004–2020 Landrat im Kreis Unna, Abitur 1975
- Ulrich Hilleringmann (* 1958), Fachgebietsleiter Sensorik am Institut für Elektrotechnik und Informationstechnik an der Universität Paderborn, Abitur 1977
- Richard Ratka (* 1963), Handballnationalspieler, Abitur 1983
- Jochen Vollmann (* 1963), Arzt und Medizinethiker, Abitur 1982
- Hartmut Ganzke (* 1966), Rechtsanwalt und Landtagsabgeordneter, Abitur 1985
- Thomas Fillinger (* 1968), Lehrer und Schriftsteller, Abitur 1987
- Peter Thorwarth (* 1971), Regisseur, Abitur 1989
- Daniel Graewe (* 1978), Jurist
- Christofer Heimeroth (* 1981), Bundesligafußballtorhüter bei Schalke 04 und Borussia Mönchengladbach, Nationaltorhüter U21
- Florian Uhlig (* 1974), Pianist, Abitur 1994
- Sebastian Pannek (* 1986), Model und Fernsehdarsteller, Abitur 2007
- Felix Maxim Eller (* 1992), Regisseur
- Aurel Manthei (* 1974), Schauspieler und Musiker, Abitur 1995

## Schulleiter
- Johannes Knolle (1925–1926)
- Friedrich Wilshaus (1926–1927)
- Otto Runge (1927–1929)
- Wilhelm Steinforth (1929–1931)
- Karl Triebel (1931–1933)
- Wilhelm Arthur Hertz (1934–1939)
- Hans Albrecht Steffen (1939–1945)
- Heinrich Stodiek (1945–1960)
- Heinrich Evenkamp (1960–1969)
- Hans Lötter (1969–1970)
- Karl Kirchner (1970–1978)
- Ursula Erfurt (1978–1979)
- Gerhard Wiesen (1979–1991)
- Rüdiger Volkmer (1991–1992)
- Hartmut Steffan (1992–2007)
- Gabriele Müller-Vorholt (2007–2018)
- Ulrich Schmitz (seit 2018)